# 樋遣川村
樋遣川村（ひやりかわむら）は埼玉県の北東部、北埼玉郡に属していた村。

## 地理
- 河川：槐堀、手子堀

## 歴史
- 1889年（明治22年）4月1日 町村制施行により、下樋遣川村、上樋遣川村、中樋遣川村、戸川村、町屋新田が合併し北埼玉郡樋遣川村が成立する。
- 1954年（昭和29年）5月3日 加須町、不動岡町、三俣村、礼羽村、大桑村、水深村、志多見村と合併し加須市となる。